# Мологский ход
Мологский ход — неофициальное, но широко распространённое название действующей железнодорожной линии длиной 397 км от станции Мга до станции посёлка Овинищи. Название происходит от реки Мологи, которую линия пересекает в городе Пестово на 320 км. Проходит через Ленинградскую, Новгородскую и Тверскую области. Была активно задействована во время Великой Отечественной войны для переброски войск и грузов.

## История

### Строительство

Примерная схема недостроенной линии Овинище — Весьегонск — Суда и проекта Овинище — Волга

Для обеспечения наикратчайшего пути из Санкт-Петербурга в Рыбинск в 1910-х годах строилась линия от станции Мга, расположенной на 49 километре Петербургско-Вологодского радиуса. Эта линия должна была пересечься с железнодорожной линией Калязин — Кашин — Сонково — Весьегонск — Череповец на станции Овинище. Также проектировалось ответвление от станции Хвойная на Боровичи.
В результате последующих военных действий и революций в России, строительство велось еще более медленными темпами. В итоге, к концу 1918 года было открыто постоянное движение от станции Мга до станции Сандово (протяженность линии 356 км.). В процессе строительства этой ветки предполагалось расположить паровозное депо на станции Кушавера, однако в районе этого поселка местность оказалась низкой и заболоченной. В результате принимается решение о строительстве депо и участковой станции в Хвойной. После так и не состоявшегося строительства ветки Хвойная — Боровичи, эта станция должна была стать узловой. На станции Хвойная, а также станциях Пестово, Неболчи и Будогощь возводятся массивные водонапорные башни. В том же 1918 году крупномасштабные строительные работы велись на станции Овинище. Поскольку эта станция должна была стать узловой, на ней также сооружается водонапорная башня. 

восточная часть Мологского хода показана красным вверху карты

Ускоренными темпами велись работы и по строительству линии Овинище — Весьегонск — Суда, обеспечивающей наикратчайшее соединение Москвы с Череповцом (станция Суда расположена на линии Санкт-Петербург — Вологда неподалеку от Череповца). Также в полную силу шли работы по завершению строительства участка Сандово — Овинище. Из-за ландшафтных сложностей на участке к северу от Овинище, было решено сделать разветвление этих двух веток не на самой станции Овинище, а немного западнее. На этом месте сегодня находится путевой пост Овинище-2. Продолжение Мологского хода планировалось строить от станции Овинище-1 через поселок Брейтово и город Мологу к станции Рыбинск. В 1919 году вступила в строй линия Овинище — Весьегонск (42 км.), а также Мологский ход от станции Сандово был продлен до линии Сонково — Весьегонск, к которой примкнул у поста Овинище-2. Длина участка Пестово — Овинище-2 составила 75 км, а полная протяженность Мологского хода Мга — Овинище-2 составляет 392,5 км. Участок от Весьегонска до Суды, также практически достроенный, в постоянную эксплуатацию принят не был, поскольку не успели соорудить постоянный мост через реку Мологу, а временный не отвечал необходимым техническим требованиям. В том же 1919 году начинаются работы по сооружению капитального моста, однако вскоре издается распоряжение о временной приостановке достройки этой ветки и строительства линии Хвойная — Боровичи в связи с тяжелым экономическим положением страны. Также было отложено и строительство от Овинища на Брейтово — Мологу — Рыбинск, которое должно было завершить Санкт-Петербургско-Рыбинское направление с выходом на Нижний Новгород (через Ярославль, Иваново).
Разруха и нищета, царившие в России после Гражданской войны, так и не позволили осуществить былые планы. Вопрос о строительстве линий Овинище — Брейтово — Молога — Рыбинск и Хвойная — Боровичи был снят с повестки дня.
В 1930-х годах был введен в регулярное обращение прямой поезд между двумя столицами, шедший через Мологский ход. Поезд ходил по этому маршруту вплоть до 1999 года.

### Влияние Рыбинского водохранилища
В 1935 году началось строительство Рыбинского гидроузла, 13 апреля 1941 года началось наполнение чаши водохранилища, закончилось в 1947 году. Водами водохранилища затоплен старинный город Молога, часть города Пошехонье и поселка Брейтово. В связи с этим больше не возвращались к планам строительства линии Овинище — Рыбинск, несмотря на то, что после затопления Мологи линия могла пойти от Брейтово мимо поселка Борок к станции Волга линии Рыбинск — Бологое.

### Великая Отечественная война
Во время Великой Отечественной войны стратегически важной являлась задача дальнейшего развития железнодорожной сети в районе Ленинграда и сопредельных областей. С этой целью был построен целый ряд соединительных линий, позволявший несколько отдалить во времени блокаду Ленинграда, а затем улучшить снабжение продовольствием и боеприпасами Советских войск на подступах к блокадному городу. Это коснулось и Мологского хода, на котором в 1941 году были сооружены линии Кабожа — Чагода и Неболчи — Зарубинская. Несколько ранее с целью вывоза грузов со стекольных заводов Чагоды и с карьеров в районе Зарубинской были построены ветки Окуловка — Зарубинская и Подборовье (Коштинский ход) — Чагода. Роль этих соединений была очень велика, поскольку в Хвойной находился один из военных штабов Ленинградского фронта. Участок Неболчи — Зарубинская строился в рекордно короткие сроки, в честь чего на станции Неболчи установлен обелиск.
В послевоенное время основные силы были брошены на восстановление пострадавших путей и сооружений. Также восстанавливается прямой поезд Москва — Ленинград через Савёловский и Мологский ход.

### Электрификация
Участок Мга — Кириши электрифицирован в 1972 году, участок Кириши — Будогощь в 1975 году. Оба участка электрифицированы по системе постоянного тока, напряжением 3000 вольт.

## Реконструкция

### В советское время
В конце 1980-х годов на перегоне Сологубовка — Малукса было начато строительство второго пути: была обустроена насыпь, поставлены опоры контактной сети, было начато строительство второй платформы о.п. Турышкино (всё это можно увидеть и по сей день). Однако в связи с политической обстановкой в стране строительство остановилось и на данный момент до сих пор не завершено.

### В наше время
В 2018 году началась реализация первого этапа проекта реконструкции железнодорожного направления Мга — Сонково — Дмитров (частью которого является Мологский ход), разработанного АО «Ленгипротранс» с целью увеличения пропускной способности данного направления. Это вызвано исчерпанным лимитом пропускной способности параллельного Коштинского хода в связи с увеличившимся потоком грузовых поездов в Усть-Лужский морской порт.
В рамках первого этапа реконструкции, которая проводилась в период с 2018 по 2021 год, строительно-монтажные работы велись на 30 объектах:
- усиление устройств энергоснабжения на участке Мга — Кириши;
- оборудование ПАБ участка Пестово — Овинище II;
- строительство 11 разъездов с одним приемоотправочным путем полезной длиной 1050 м.: Турышкино, 50 км, Горятино, Окулово, Теребутинец, 251 км, Дуневка, Приданиха, Дор, Золотково, Скнятино;
- реконструкция разъезда МЮД, станции Хвойная с удлинением приемоотправочных путей до 1050 метров;
- реконструкция станции Савелово (смена тяги);
- реконструкция ИССО (водопропускные трубы на 266 км, 279 км, а также мосты на 207 км (река Медведа), 263 км (река Кобожа);
- модернизация земляного полотна на 56 км, 116 км, 152 км, 169 км, 184 км, 281 км;
- строительство железнодорожного путепровода и пешеходного моста на станции Мга (по состоянию на октябрь 2023 года всё ещё продолжается).

В настоящее время, в рамках II этапа развития, институт разрабатывает проектную документацию по реконструкции крупных станций Савелово, Будогощь, Хвойная (2 этап), строительство вторых главных путей на перегонах Кириши — Пчевжа, Водогон — Неболчи, Овинище-1 — Красный холм и реконструкции 8 ИССО.

## Мологский ход в литературе
В воспоминаниях Будимира Тукумцева «Эвакуация» автор рассказывает о том, как он в 1941 году был эвакуирован в нынешний Хвойнинский район, а потом возвращался в Ленинград по Мологскому ходу в эшелоне.